# Salvatore Sanzo
Salvatore Sanzo (Pisa, 26 de novembro de 1975) é um esgrimista italiano, campeão olímpico.
Salvatore Sanzo representou seu país nos Jogos Olímpicos de Verão de 2004, 2004 e 2008. Conseguiu a medalha de ouro Florete por equipe em 2004.